# Cristalina Z
La cristalina Z, cristalina zeta, cristalina ζ o ζ-cristalina es una proteína enzima oxidorreductasa que actúa sobre la familia de las quinonas. Suele encontrarse en células del epidídimo de los machos de varias especies de animales superiores. Esta enzima es dependiente de NADPH. En el ser humano, viene codificada por el gen CRYZ. Esta enzima responde al nombre de EC1.6.5.5 según la "nomenclatura EC" para enzimas. Además, es una proteína de unión al ARNm por su región UTR-3' de proteínas mitocondriales antiapoptóticas del tipo Bcl-2. En su estructura cuaternaria se puede identificar como un homotetrámero.

## Reacción
{\displaystyle {\ce {NADPH + H+ + 2Quinona -> NADP+ + 2Quinona^{.}}}}{\displaystyle {\ce {NADPH + H+ + 2Quinona -> NADP+ + 2Semiquinona}}}

Ambas reacciones son equivalentes y ambas se encuentran catalizadas específicamente por la cristalina ζ.